# ニック・ニコルスン
ニック・ニコルスン（Nick Nicholson、1952年4月19日 - 2010年8月11日、本名:Daniel Patrick Nicholson）は、アメリカ合衆国の俳優、配役監督である。1980年代から1990年代にかけてフィリピンで製作されたアクション映画の脇役として善悪問わず活躍した。
ニック・ニコルズ (Nick Nichols)、ニック・ニッケルスン (Nick Nickelson)、ダニエル・ニコルソン (Daniel Nicholson) とクレジットされることもあった。
ニコルソンは群島で撮影されたハリウッド作品と低予算のフィリピンのアクション映画の両方に出演している。

## 人物

### フィリピンでの活動開始
1975年には既にフィリピン映画に出演しており、フランシス・コッポラ監督の『地獄の黙示録』（1979年）にもほとんどエキストラの米軍兵士役で参加した。後に多くの作品で共演することになるドン・ゴードン・ベル、ジム・ゲインズ、ヘンリー・ストラザルコウスキーらも『地獄の黙示録』出身者である。その後、幾本ものアクション映画に出演したが、役に恵まれなかった。

### 個性派バイプレーヤーとしての飛躍
1985年あたりからは、肥満気味の巨体と歯並びの悪い面相から徐々に印象に残る脇役が増えてきた。シリオ・H・サンチャゴ監督のレイプ・リベンジ物『裸の復讐』（1985年/未/ビデオ）では5人組のレイプ犯（演じるのはカズ・ギャラス、エド・クリック、ドン・ゴードン・ベル、デーヴィッド・ライト）の一人に抜擢された。また、匿名で脚本に参加した『炸裂!復讐のヒーロー』（1986年/未/ビデオ）ではベトナム戦争の米軍捕虜をテロリストに改造する計画を指揮するソ連将校を残忍かつ強烈に演じた。その後、『砂漠の戦士/テロ・ファイター』（1987年）の特殊部隊の教官、『スクワッド/栄光の鉄人軍団（地獄の軍団/スクワッド）』（1989年）のマリファナ中毒の従軍写真家など、少ない出番ながらも場面をさらった。脚本家としては『キング・マヒーの秘宝』（1988年/未/ビデオ）を手掛けたが、没になり、俳優のエリック・ハーンの書いたものが採用された。他にも『炸裂！復讐のヒーロー』（1986年/未/ビデオ）でも匿名ながら原案にも参加したとインターネット・ムービー・データベースにある。

### 『プラトーン』に起用されて
1986年にはオリバー・ストーン監督の『プラトーン』に、フィリピンで活動する脇役俳優のウォーレン・マクレーン（本作でも配役監督を共同で担当）と共に起用されたが、両者共に顔も定かではない戦車兵の端役だった。ちなみに、クレジットされた名義はニック・ニッケルスンである。また、ニコルスンはクレジットされなかったが、ヘリコプター指導と製作補も兼任したとインターネット・ムービー・データベースにある。彼と共演の多い脇役俳優のスティーヴ・ロジャース（クレジット名義はスティーヴン・ロジャース）も兵士のエキストラで顔を見せ、製作補としてクレジットされている。他にもシリオ・H・サンチャゴ監督作品の常連であるヘンリー・ストラザルコウスキ－も兵士のエキストラで出演している。

### 配役監督として
数多くの作品に出演する傍ら、配役監督としても活動し、主に合作映画のフィリピン班の配役を担当した。エディー・ロメロ監督の豪州との合作『脱走半島/ベトナム1983』（1989年/未/ビデオ）やブライアン・トレンチャ―ド・スミス監督の豪州と米国との合作『スクワッド/栄光の鉄人軍団（地獄の軍団/スクワッド）』（1989年）でも妙才を見せた。他にも香港資本のダヴィアン・インターナショナル作品も担当した。

### 晩年
1980年代から継続的に脇役俳優として出演を重ね、『ヴァルカン』(1996年/未/ビデオ)ではハリウッド俳優のロバート・ヴォーンと共演したりもしたが、2001年を最後に出演が途絶えている。この間にはジャパン・ホーム・ビデオのVシネマ『ダーティ・ブルー/復讐の熱帯夜』（1992年）では中島宏海、長谷川初範、ベンガルらと共演し、東映の『極東黒社会』（1993年）にも顔を出している。また、渡辺ケン監督の『ブルドッグ』(1991年)には横断歩道を渡る歩行者としてエキストラ出演している。2010年8月11日にフィリピンのケソン市で病死した。58歳没。

## 作品
1979年
- 『地獄の黙示録』(クレジットなし)

1984年
- 『プラトーン・コマンド/地獄のレクイエム』(未/ビデオ)(クレジットなし)
- 『明日なき最前線/スラッシュ』(未/ビデオ)
- 『ダーティ・プロフェッショナル』(未/ビデオ)
- 『ニンジャ・フォース』(未/ビデオ)(クレジットなし)

1985年
- 『地獄のファイター/炎の脱出』(未/ビデオ)(クレジットなし)
- 『ニンジャウォリアーズ』(未/ビデオ)
- 『裸の復讐』(未/ビデオ)
- 『デストロイヤー』(未/ビデオ)(クレジットなし)
- 『アメリカン忍者』
- 『コマンド・ファイター』(未/ビデオ)
- 『ダブル・ファイター/復讐の戦士』(未/ビデオ)

1986年
- 『バトル・ウォーズ』(未/ビデオ)
- 『ザ・フューチャーハンター』(未/ビデオ)(クレジットなし)
- 『未来戦士/スレイド』(未/ビデオ)(クレジットなし)
- 『プラトーン』
- 『炸裂!復讐のヒーロー』(未/ビデオ)
- 『アマゾネス刑事/死の標的』(未/ビデオ)
- 『ローンウルフ/怒りの戦場』(未/ビデオ)

1987年
- 『アイ・オブ・ザ・イーグル』(未/ビデオ)
- 『彼女がトカゲに喰われたら』(未/ビデオ)
- 『ミッション・ターミネート』(未/ビデオ)
- 『砂漠の戦士/テロ・ファイター』(配役監督も)
- 『戦場のならず者/ミッション・コンバット』(未/ビデオ)
- 『エンジェル・コマンド』(クレジットなし)
- 『コマンドー者』(未/ビデオ)
- 『地獄からの復讐/コマンドー・ウルフ』

1988年
- 『SFXリタリエーター』(未/ビデオ)
- 『マッド・クライム(マッド・シンドローム)』(未/ビデオ)
- 『ミッドナイト・コップ/復讐の美学』(未/ビデオ)
- 『特攻部隊/フルメタル・ソルジャー』(未/ビデオ)(クレジットなし)
- 『ザ・ファイター/炎のラスト・マッチ』(未/ビデオ)

1989年
- 『7月4日に生まれて』(クレジットなし)
- 『スクワッド/栄光の鉄人軍団』(フィリピン班配役監督も)
- 『脱走半島/ベトナム1983』(未/ビデオ)(フィリピン班配役監督も)
- 『デッドロック/ベトナム死の掟』(未/ビデオ)
- 『人喰地獄/ゾンビ復活』(未/ビデオ)
- 『バトル・ドッグ/怒りの標的』(未/ビデオ)
- 『麻薬捜査官/バニシング・サンダー』(未/ビデオ/テレビ放映)
- 『地獄の爆走/ブラッド・チェイス』(未/ビデオ)

1990年
- 『テロリスト・ファイター91』(未/ビデオ)
- 『女バトル・ドッグ/地獄の逃走迷路』(未/ビデオ)
- 『未来戦士伝/メタルガン(未来戦士/怒りの対決)』(未/ビデオ/テレビ放映)

1991年
- 『デューン・ウォリアーズ/砂漠の勇者たち』(未/ビデオ)
- 『バーニング・ファイター』(未/ビデオ)
- 『エンジェル・イン・ザ・ダーク』(未ソフト化)
- 『ブルドッグ』(クレジットなし)

1992年
- 『戦場のライオン』(未/ビデオ)
- 『ラストプラトーン2』(未/ビデオ/テレビ放映)
- 『トリプル・インパクト』(未/ビデオ)
- 『ダーティ・ブルー/復讐の熱帯夜』(Vシネマ)

1993年
- 『エターナル・フィスト』(未/ビデオ/テレビ放映)
- 『キング・オブ・フィスト』(未/ビデオ)
- 『リアル・キックボクサー』(未/ビデオ)(配役監督も)
- 『極東黒社会』(クレジットなし)

1994年
- 『キリング・ヒート』(未/ビデオ/テレビ放映)(配役監督)
- 『最後通牒』(未ソフト化)

1997年
- 『ヴァルカン』(未/ビデオ)